# برمید آهن (II)
برمید آهن(II) (به انگلیسی: Iron(II) bromide) با فرمول شیمیایی FeBr2 یک ترکیب شیمیایی با شناسه پاب‌کم 659170 است. که جرم مولی آن 215.65 g mol−1 می‌باشد. شکل ظاهری این ترکیب، جامد قهوه‌ای-زرد است.